# Northern Star (Fernsehserie)
Northern Star (hebräischer Originaltitel: כוכב הצפון; zu Deutsch Der Polarstern; auch bekannt als North Star) ist eine israelische Jugend-Dramedy mit Mystery-Elementen der Walt Disney Company, die von Herzliya Studios produziert wurde. Ihre Premiere feierte die Serie am 30. November 2014 auf dem israelischen Disney Channel. In der Serie haben verschiedene Darsteller als ihre Figuren aus der Vorgängerserie  יומני החופש הגדול einen Gastauftritt. Im Februar 2015 gab der Disney Channel grünes Licht für die Produktion einer finalen zweiten Staffel, die am 6. März 2016 Premiere hatte. Die Ausstrahlung des Serienfinales von Northern Star erfolgte am 16. Juni 2016 im israelischen Disney Channel.
Der britische Disney Channel produziert eine Adaption der Serie Northern Star unter dem Titel The Lodge (Arbeitstitel: North Star), welche am 23. September 2016 startete.

## Handlung
Die 15-jährige Maya zieht gemeinsam mit ihrem Vater von Tel Aviv in ein abgelegenes Dorf, um dort gemeinsam das familiengeführte Hotel Northern Star zu übernehmen, welches zurzeit von Mayas Großvater Gideon geleitet wird. In ihrer neuen Heimat angekommen, versucht Maya sich ein neues Leben aufzubauen. Doch dieses neue Leben bleibt nicht frei von Komplikationen.
Maya muss sich durch die alltäglichen Probleme des Teenagerdaseins navigieren und versucht sich in eine Gruppe von Jugendlichen zu integrieren, die im Hotel arbeiten und leben. Neben neuen Freunden findet sie aber auch Menschen, welche Maya gegenüber keine guten Absichten haben. Zudem verliebt sich Maya in Sean.
Einen weiteren Rückschlag erleidet Maya, als sie herausfindet, dass hinter dem Tod ihrer vor einiger Zeit verstorbenen Mutter mehr steckt. Dazu kommt noch, dass Maya deren Tod noch nicht richtig verarbeitet hat und ihr Vater sich langsam in eine Frau namens Yully verliebt, welche eine Reality-Show über das Hotel produziert. Aber auch das Hotel an sich wird bedroht. Maya hat aber eine emotionale Bindung zum Hotel entwickelt und hängt auch wegen der vielen wertvollen Erinnerungen an diesem Ort, besonders da ihre verstorbene Mutter an diesem Ort die meiste Zeit ihres Lebens verbracht hat. Deshalb entschließt Maya sich, das Hotel zu retten und mehr über die Vergangenheit ihrer Mutter herauszufinden.
Auf dem Weg, das Hotel zu retten und mehr über die Vergangenheit ihrer Mutter herauszufinden, bekommt Maya die Unterstützung ihrer Freunde. Aber nicht jeder ist an einem Weiterbestehen des Hotels interessiert. Auch die Suche nach der Wahrheit über ihre Mutter gestaltet sich schwierig. Doch Maya kommt mit der Zeit einigen Geheimnissen und Intrigen auf die Spur, welche nicht nur ihr Leben verändern werden, sondern auch zur Schließung des Hotels führen können.
Das zentrale Thema der Serie ist: Den Mut und die Fähigkeit zu haben, Veränderungen zu akzeptieren, sie zu überwinden, seine Träume zu verfolgen, ehrlich zu sein und seinen eigenen Prinzipien treu zu bleiben.

## Besetzung und Synchronisation

### Hauptpersonen
| Rollenname | Schauspieler/in | Staffel | Synchronsprecher/in |
| ---------- | --------------- | ------- | ------------------- |
| Maya       | Ariel Mortman   | 1–2     |                     |
| Sean       | Guy Kally       | 1–2     |                     |
| Ben        | Gal Goldstein   | 1–2     |                     |
| Danielle   | Eyan Pinkovich  | 1–2     |                     |
| Noa        | Lin Asherov     | 1–2     |                     |
| Edo        | Yuval Shevach   | 1–2     |                     |
| Gal        | Hila Lusia      | 1       |                     |
| Lior       | Asaf Yuval      | 1       |                     |
| Omer       | Yoni Green      | 2       |                     |
| Roni       | Amit Moscovitz  | 2       |                     |

### Nebenpersonen
| Rollenname | Schauspieler/in | Synchronsprecher/in |
| ---------- | --------------- | ------------------- |
| Ehud       | Alon Neuman     |                     |
| Yuly       | Efrat Boimold   |                     |
| Gil        | Amnon Wolf      |                     |
| Iris       | Rama Messinger  |                     |
| Ella       | Avishag Rabiner |                     |
| Tal        | Maayan Blum     |                     |
| Alon       | Daniel Sabag    |                     |
| Moshik     | Israel Bright   |                     |
| Oz         | Omri Loukas     |                     |
| Ofek       | Dror Yarden     |                     |
| Gideon     | Ilan Dar        |                     |

### Gastpersonen
| Rollenname | Schauspieler/in    | Synchronsprecher/in |
| ---------- | ------------------ | ------------------- |
| Adam       | Yonatan Bashan     |                     |
| Karin      | Michaela Elkin     |                     |
| Eleanor    | Gaya Gur Arie      |                     |
| Shiri      | Esti Tayeb         |                     |
| Sivan      | May Meir           |                     |
| Amber      | Tamara Galoz-Eilay |                     |
| Daria      | Lee Lotan          |                     |
| Michael    | Shai Gabso         |                     |

## Ausstrahlung
Israel
Die erste Staffel von Northern Star wurde vom 30. November 2014 bis zum 4. Februar 2015 auf dem israelischen Disney Channel ausgestrahlt. Die zweite Staffel war vom 6. März 2016 bis 16. Juni 2016 im israelischen Disney Channel zu sehen.
Deutschland
Ein Termin für eine deutschsprachige Erstausstrahlung der ersten und zweiten Staffel ist zurzeit nicht bekannt.
Übersicht
| Staffel | Episoden | Erstausstrahlung in Israel (Disney Channel) | Erstausstrahlung in Israel (Disney Channel) | Erstausstrahlung in Deutschland (Disney Channel) | Erstausstrahlung in Deutschland (Disney Channel) |
| Staffel | Episoden | Staffelpremiere                             | Staffelfinale                               | Staffelpremiere                                  | Staffelfinale                                    |
| ------- | -------- | ------------------------------------------- | ------------------------------------------- | ------------------------------------------------ | ------------------------------------------------ |
| 1       | 50       | 30. November 2014                           | 4. Februar 2015                             | —                                                | —                                                |
| 2       | 50       | 6. März 2016                                | 16. Juni 2016                               | —                                                | —                                                |